# Cel mai bun DJ
„Cel mai bun DJ” este un cântec al cântăreței de origine moldovenească Irina Rimes înregistrat împreună cu formația The Motans. Melodia a fost creată de Irina alături de Alex Cotoi și Denis Roabeș. Piesa a fost lansată împreună cu un videoclip pe 24 iulie 2018 și este inclusă pe cel de-al doilea album de studio al interpretei, Cosmos (2018).

## Clasamente
| Țară (clasament)    | Poziția maximă | Referință |
| ------------------- | -------------- | --------- |
| Airplay Top 100     | 15             | [ 1 ]     |
| MediaForest (radio) | 8              | [ 2 ]     |
| MediaForest (TV)    | 4              | [ 2 ]     |
| MediaForest (anual) | 41             | [ 3 ]     |